# Acanthocereus
Acanthocereus je biljni rod iz porodice kaktusa (Cactaceae), red Caryophyllales. Postojbina su im Argentina, Brazil, Paragvaj i Peru

## Uzgoj
Uglavnom stupasta biljka, naraste i do 1 m visine i tada joj treba oslonac. Mješavina zemlje je normalna, kao i zalijevanje. Odgovara joj zasjenjeno mjesto gdje će i procvasti. U zimi minimalna temperatura je 8 °C.

## Vrste
1. Acanthocereus canoensis (P.R.House, Gómez-Hin. & H.M.Hern.) S.Arias & N.Korotkova
2. Acanthocereus castellae (Sánchez-Mej.) Lodé
3. Acanthocereus chiapensis Bravo
4. Acanthocereus cuixmalensis (Sánchez-Mej.) Lodé
5. Acanthocereus fosterianus (Cutak) Lodé
6. Acanthocereus haackeanus Backeb. ex Lodé
7. Acanthocereus hesperius D.R.Hunt
8. Acanthocereus hirschtianus (K.Schum.) Lodé
9. Acanthocereus macdougallii (Cutak) Lodé
10. Acanthocereus maculatus (Weing.) F.M.Knuth
11. Acanthocereus oaxacensis (Britton & Rose) Lodé
12. Acanthocereus rosei (J.G.Ortega) Lodé
13. Acanthocereus tepalcatepecanus (Sánchez-Mej.) Lodé
14. Acanthocereus tetragonus (L.) Hummelinck

- Acanthocereus pentagonus
- Acanthocereus tetragonus (sin. Acanthocereus pentagonus)